# Писарев, Александр Александрович
Алекса́ндр Алекса́ндрович Пи́сарев (1780—1848) — русский военачальник, генерал-лейтенант эпохи наполеоновских войн, варшавский военный губернатор (1840—1845). Попечитель Московского университета, член Российской академии (1809), писатель и поэт, президент Московского общества испытателей природы (1825—1830).

## Биография
Происходил из дворян Московской губернии Писаревых. Родился 16 (27) августа 1780года в семье состоятельного и европейски образованного дворянина. Был зачислен в Сухопутный шляхетский корпус, окончил его в конце 1796 года и 2 апреля 1797 года был зачислен в звании подпоручика в лейб-гвардии Семёновский полк.
В 1805 году участвовал в битве под Аустерлицем. За отличие, проявленное в этом сражении, получил звание капитана. Сражался также в битве под Фридландом, после которой 17 августа 1807 года был повышен в звании до полковника.
Господинъ Лейбъ Гвардіи Полковникъ Писаревъ. Въ воздаяніе отличной храбрости и мужества, оказанныхъ вами въ сраженіяхъ минувшей компаніи противу французскихъ войскъ, жалую васъ кавалеромъ Ордена Святаго Равноапостольнаго Князя Владимира четвертой степени, коего знакъ у сего к вам доставляя, повелеваю возлажить на себя и носить въ петлице съ бантомъ по установленію, уверенъ будучи, что сіе послужитъ вамъ поощрениемъ къ вящшему продолжениію усердной службы вашей, пребываю вамъ благосклонный Александр. С.Петербург 20 маія 1808.

### Отечественная война и заграничные походы
На момент начала в 1812 году Отечественной войны продолжал нести службу в Семёновском полку, находившемся в составе 1-й бригады гвардейской пехотной дивизии 5-го резервного (гвардейского) корпуса 1-й Западной армии. Участвовал в Бородинской битве, сражениях при Малоярославце и под Красным; 21 января 1813 года возглавил Киевский гренадёрский полк.

Во время заграничного похода русской армии участвовал в сражении под Люценом, получив после него 15 сентября 1813 года звание генерал-майора и возглавив бригаду во 2-й гренадерской дивизии; 9 мая] 1813 года получил орден Св. Георгия 4-го класса 
За отличие в сражении с французами при Бауцене.
 Впоследствии участвовал в так называемой Битве народов под Лейпцигом, где получил ранение в правую ногу. Участвовал во взятии Парижа, за которое 5 мая 1814 года был награждён орденом Св. Георгия 3-го класса № 373 
В ознаменование отличной храбрости, оказанной в сражении при Париже 18 марта 1814 года.
С 15 августа 1815 года был временно освобождён от занимаемой должности по причине ухудшения здоровья из-за полученных ранений. Спустя шесть лет, 20 сентября 1821 года возглавил 10-ю пехотную дивизию; 1 января 1823 года вышел в отставку с военной службы с правом ношения мундира и в тот же день был избран президентом Московского общества любителей истории и древностей Российских.

### Государственная деятельность
В 1824 году А. А. Писарев был назначен попечителем Московского учебного округа и Московского университета; за период пятилетнего пребывания в этой должности установил в округе почти военные порядки и настроил против себя многих профессоров, однако пользовался покровительством министра Шишкова, ввиду чего попросту не обращал внимания на их многочисленные жалобы. С 1825 года занимал также должность президента Московского общества испытателей природы.
Получив назначение сенатором 30 декабря 1829 года оставил должность попечителя; одновременно был произведён в тайные советники. С 1 января 1836 года вошёл в состав Совета по управлению Царством Польским, при наместнике Паскевиче, а 25 марта 1840 года получил назначение, с повышением до генерал-лейтенанта, Варшавским военным губернатором и занимал эту должность до 30 декабря 1845 года, когда заступил в Московский департамент Сената. Вышел в отставку со службы по возрасту 15 июля 1847 года.
Умер 23 июня (5 июля) 1848 года. Был похоронен на кладбище Симонового монастыря.

### Литературная деятельность
С 1802 года занимался литературным творчеством — писал, в частности, басни и сатиры, позже перешёл на военно-патриотические оды, гимны и «хоры». Его произведения печатались в ряде журналов. В 1804 году вошёл в состав Вольного общества любителей словесности, наук и художеств, хотя в немалой степени расходился во взглядах со многими его членами. В 1829—1830 годах был председателем общества.
В 1807 году он написал сочинение «Предметы для художников, избранные из Российской истории, славянского баснословия и из всех русских сочинений в стихах и прозе», за которое спустя два года, в 1809 году, был по предложению Державина избран в члены Российской академии. Когда в 1841 году Российская академия была переименована в Отделение русского языка и словесности Академии наук, Писарев стал его почётным членом, также он состоял как почётный член в Академии художеств.
Его перу принадлежат три книги по вопросам искусства, также Писарев в 1817 году издал «Военные письма и замечания, наиболее относящиеся к незабвенному 1812 году», где фактически выступил одним из первых российских историков Отечественной войны 1812 года. В 1825 году издал сборник «Калужские вечера, или Отрывки сочинений и переводов в стихах и прозе военных литераторов». В оба этих издания были включены также стихотворения его собственного авторства.

## Семья
Жена (с 10 ноября 1818 года) — Агриппина (Аграфена) Михайловна Дурасова (? — 08.12.1877), племянница Николая Алексеевича Дурасова, дочь его сестры Аграфены Алексеевны (ум. 1835) от брака с дальним родственником Михаилом Зиновьевичем Дурасовым (1772—1828). Наследница подмосковных имений Люблино и Горки. После смерти мужа жила в Москве. По словам современника, несмотря на свое колоссальное состояние, мадам Писарева постоянно нуждалась в деньгах. Чтобы покрыть долги она была вынуждена продать усадьбу Люблино и дом у Каменного моста, а позже и усадьбу Горки. Похоронена рядом с мужем на кладбище Симонова монастыря. В браке было три сына —  Михаил (1823), Александр (07.11.1832) и Сергей (1840), и две дочери — Софья (26.12.1824) и Ольга (26.07.1831).